# Thào Hồng Sơn
Thào Hồng Sơn (sinh ngày 27 tháng 6 năm 1965) là chính trị gia người dân tộc H'Mông ở Việt Nam. Ông hiện là Phó Bí Thư Thường trực Tỉnh ủy, Chủ tịch Hội đồng nhân dân tỉnh Hà Giang. Ông từng là đại biểu Quốc hội Việt Nam khóa XIII, thuộc đoàn đại biểu Hà Giang.

## Xuất thân và giáo dục
Thào Hồng Sơn sinh ngày 27/6/1965, người dân tộc Mông, không theo tôn giáo nào. Ông có quê quán tại xã Ma Lé, huyện Đồng Văn, tỉnh Hà Giang.
Ông có bằng kỹ sư nông nghiệp và Cao cấp lý luận chính trị.

## Sự nghiệp
Ngày 17/5/1990, ông gia nhập Đảng Cộng sản Việt Nam.
Ông từng là Đại biểu Hội đồng nhân dân tỉnh Hà Giang khóa 14, khóa 15.
Ông từng là đại biểu Quốc hội Việt Nam khóa 12.
Từ 2011 đến 2016, ông là đại biểu Quốc hội Việt Nam khóa 13, thuộc đoàn đại biểu Hà Giang, đồng thời là Ủy viên Ban thường vụ tỉnh ủy, Trưởng đoàn chuyên trách Đoàn đại biểu Quốc hội tỉnh Hà Giang khóa 13, Ủy viên Uỷ ban Kinh tế của Quốc hội khóa 13, làm việc ở Văn phòng đoàn đại biểu Quốc hội và Hội đồng nhân dân tỉnh Hà Giang.
Ngày 29/6/2016, Hội đồng nhân dân tỉnh Hà Giang khóa XVII, nhiệm kỳ 2016-2021 đã bầu Thào Hồng Sơn, Phó Bí thư Thường trực Tỉnh ủy giữ chức Chủ tịch Hội đồng nhân dân tỉnh Hà Giang khóa XVII.